# 佐々木弘
佐々木 弘（ささき ひろし、1953年6月8日 - ）は、日本の銀行家。ジェイ・ウィル・アドバンス特別顧問。島根県出身。

## 略歴
- 1978年 -武蔵中学校・高等学校、 東京大学法学部を卒業後、日本長期信用銀行入行[要出典]。
- 2001年 - 新生証券社長（2000年、新生銀行に移行）。
- 2004年
  - 4月 - 新生銀行欧州インベストメント企画室長。
  - 11月 - Shinsei Internatinal Limited　(ロンドン）社長。
- 2006年 - 新生マッコリーアドバイザリー会長。
- 2007年
  - 7月 - ジェイ・ウィル・アドバンスシニアアドバイザー。
  - 8月 - きらやか銀行非常勤取締役。
- 2008年 -  同代表取締役専務。
- 2009年5月31日 - 同専務を辞職。
- 2010年8月 - 穴吹工務店入社。
- 2011年10月 -  同代表取締役社長。
- 2013年3月 - 同代表取締役社長を退任。
- 2013年4月 - ジェイ・ウィル・アドバンス特別顧問就任[1]。
- 2014年6月 -  エヌ・デーソフトウェア取締役(非常勤)[2]。